# Cycas bougainvilleana
Cycas bougainvilleana är en kärlväxtart som beskrevs av Kenneth D. Hill. Cycas bougainvilleana ingår i släktet Cycas, och familjen Cycadaceae. IUCN kategoriserar arten globalt som nära hotad. Inga underarter finns listade i Catalogue of Life.